# Gottfried Haberler
Gottfried von Haberler (Purkersdorf, 20 luglio 1900 – Washington, 6 maggio 1995) è stato un economista austriaco, esponente della scuola austriaca. Si occupò molto di mercato internazionale.
Nato agli inizi del XX secolo, entrò subito in contatto con la scuola austriaca. Nel 1936 si trasferì negli Stati Uniti, dove diresse il dipartimento di economia alla Harvard University, a fianco di Joseph Schumpeter.
I suoi lavori più famosi sono Theory of International Trade (1936) e Prosperity and Depression (1937).
Nel 1957 la General Agreement on Tariffs and Trade commissionò un rapporto sul mercato delle commodities, e Haberler venne nominato a capo di questa commissione.
Nel 1971 Haberler lasciò Harvard per diventare membro dell'American Enterprise Institute.
Nel 1980 l'Accademia dei Lincei gli ha conferito il Premio Internazionale Feltrinelli per le Scienze Economiche.

## Opere
- Theory of International Trade, 1936
- Prosperity and Depression, 1937
- Economic Growth and Stability: An Analysis of Economic Change and Policies, 1974
- The Problem of Stagflation: Reflection on the Microfoundation of Macroeconomic Theory and Policy, 1985
- The Liberal Economic Order, 1993